# Björn Holm
För andra betydelser, se Björn Holm (olika betydelser).
Björn Gösta Mikael Holm, född 25 januari 1956 i Västra Skrävlinge, död 15 augusti 2010 i Södertälje, var en svensk sångare, musiker och låtskrivare. Hans första samarbetspartner var barndomsvännen Michael Saxell.[källa behövs]
Holm slog igenom med Invitation to the Blues 1983. Förutom denna är hans mest kända låt "Änglarna ger mej ingen ro", vilken var en av de mest spelade låtarna i Sveriges Radio under 1985.[källa behövs] Den låg även på Svensktoppen 1985 i tio veckor. Han gjorde framträdanden på Visfestivalen i Västervik 1985, 1986 och 1987. 
Holm arbetade bland annat med Coste Apetrea. Coste producerade och spelade flera instrument på LP-skivan som också hade namnet Änglarna ger mig ingen ro. På albumet Man överbord medverkade bland annat kända namn såsom Backa Hans Eriksson och Jonas Isacsson.[källa behövs]
Björn Holm är begravd på Södertälje kyrkogård.

## Diskografi

### Soloalbum
- 1984 - Bortom gränsernas hav (Sonet SLP-2756)
- 1985 - Änglarna ger mej ingen ro (Sonet SLP-2769)
- 1987 - Man överbord (EMI 1362591 )
- 1989 - Nya vänner (EMI 7931681)

### Singlar
- 1983 - Invitation to the Blues/Tid att stå stilla (Sonet T-10120)
- 1984 - Fri med dej/Glädjen din (Sonet T-10131)
- 1985 - En enda minut/Invitation to the Blues (Sonet T-10192)
- 1987 - Det blåser på månen (EMI PRO 4072)
- 1987 - Ett hjärta av guld (EMI 1362817)
- 1989 - Nya vänner/Det var dans (maxi, EMI PRO 4107)